# Denis Zanette
Denis Zanette (Sacile, Friuli-Venecia Julia, 23 de marzo de 1970 - Pordenone, 10 de enero de 2003) fue un ciclista italiano que fue profesional entre 1995 y el momento de su muerte, por un paro cardiaco, el 10 de enero de 2003.
En su palmarés destacan dos victorias de etapa al Giro de Italia y algunas posiciones destacadas en clásicas flamencas, como por ejemplo el Tour de Flandes de 2001, en que acabó tercero de la general. 

## Palmarés
| 1994 - Astico-Brenta - 1 etapa del Giro del Valle de Aosta 1995 - 1 etapa del Giro de Italia 1996 - 1 etapa del Settimana Coppi e Bartali | 1998 - 1 etapa de la Vuelta a Portugal 2000 - 1 etapa de la Vuelta a Dinamarca 2001 - 1 etapa del Giro de Italia |

## Resultados en Grandes Vueltas y Campeonatos del Mundo
| Carrera         | 1995 | 1996 | 1997 | 1998 | 1999  | 2000 | 2001  | 2002  | 2003 |
| --------------- | ---- | ---- | ---- | ---- | ----- | ---- | ----- | ----- | ---- |
| Giro de Italia  | 71.º | 54.º | 77.º | Ab.  | 107.º | Ab.  | 101.º | 119.º | -    |
| Tour de Francia | Ab.  | -    | -    | -    | -     | -    | -     | -     | -    |
| Vuelta a España | -    | 71.º | -    | -    | -     | -    | -     | 104.º | -    |
| Mundial en Ruta | -    | -    | -    | -    | -     | 51.º | -     | -     | -    |

-: no participa

Ab.: abandono